# So liebt man in Paris
So liebt man in Paris ist eine US-amerikanische Filmkomödie des Regisseurs Richard Sale aus dem Jahr 1955. Sie basiert auf dem gleichnamigen Roman von Anita Loos. Es ist die Fortsetzung von Blondinen bevorzugt.

## Inhalt
Bonnie und Connie Jones sind zwei Showgirls, die auch Schwestern sind. Müde von New York sind sie es leid zu sehen, dass sie in ihrem Beruf keinen Erfolg haben. Sie verlassen den Broadway und beschließen nach Paris zu reisen, um berühmt zu werden und die wahre Liebe zu finden.

## Kritik
Nach seiner Veröffentlichung im November lief der Film nicht so gut wie Blodinen bevorzugt. Die Los Angeles Times erklärte, dass die Besetzung von Jeanne Crain und Jane Russell ein hoffnungsvolles Zeichen sei, aber der Film selbst sei voller „langweiliger und lustloser Dialoge“. Die Kritik bewertete die Kostüme des Films und Jeanne Crains Schauspiel positiv und behauptete, „sie habe ihr Licht vor der Welt versteckt“.